# Gerardo Tazzer Valencia
Gerardo Tazzer Valencia (Ciudad de México, 12 de diciembre de 1951) es un jinete mexicano que compitió en la modalidad de salto ecuestre.
Participó en cuatro Juegos Olímpicos de Verano entre los años 1980 y 2004, obteniendo una medalla de bronce en Moscú 1980 en la prueba por equipos. Ganó seis medallas en los Juegos Panamericanos entre los años 1979 y 2003.

## Palmarés internacional
| Juegos Olímpicos     | Juegos Olímpicos                | Juegos Olímpicos  | Juegos Olímpicos |
| Año                  | Lugar                           | Medalla           | Categoría        |
| -------------------- | ------------------------------- | ----------------- | ---------------- |
| 1980                 | Moscú (URSS)                    | Medalla de bronce | Por equipos      |
| Juegos Panamericanos |                                 |                   |                  |
| Año                  | Lugar                           | Medalla           | Categoría        |
| 1979                 | San Juan (Puerto Rico)          | Medalla de plata  | Individual       |
| 1979                 | San Juan (Puerto Rico)          | Medalla de bronce | Por equipos      |
| 1983                 | Caracas (Venezuela)             | Medalla de bronce | Por equipos      |
| 1987                 | Indianápolis (Estados Unidos)   | Medalla de bronce | Por equipos      |
| 1995                 | Mar del Plata (Argentina)       | Medalla de plata  | Por equipos      |
| 2003                 | Santo Domingo (Rep. Dominicana) | Medalla de plata  | Por equipos      |